# The Spaceguard Foundation
The Spaceguard Foundation  (SGF) és una organització privada amb seu a Frascati, Itàlia, on el propòsit és estudiar, descobrir i observar objectes propers a la Terra (NEO) i protegir la Terra de la possible amenaça de la seva col·lisió. La fundació és apartidista, apolítica i sense ànim de lucre, i actua com l'organització internacional que agrupa les organitzacions Spaceguard en diversos països, així com els astrònoms i organitzacions interessades en les activitats de la fundació individuals.
La fundació es va establir a Roma el 1996. Des de llavors, s'ha mogut en l'Institut de Recerca Espacial Europea (ESRIN) a Frascati. A partir de 2007, l'astrònom italià Andrea Carusi dirigeix la fundació.

## El Sistema Spaceguard
El Sistema Spaceguard és un conjunt d'observatoris que realitzen observacions d'objectes propers a la Terra (NEO). El node central Spaceguard, el lloc web de la fundació, gestiona la col·lecció i proporciona als observatoris serveis que optimitzin la coordinació internacional de les NEO. Els observatoris individuals del sistema participen en aquests serveis de manera voluntària. A partir de 2007, tots els observatoris en el sistema són amb base a terra.

## Organitzacions afins
- Spaceguard Croàcia (Croàcia)
- Spaceguard Fundació e.V. (Alemanya)
- Japan Spaceguard Association (Japó)
- Spaceguard Regne Unit (Regne Unit)